# Rugby Africa
A Rugby Africa (em francês: Rugby Afrique), precedida pela Confederação Africana de Rugby (em francês: Confederation Africaine de Rugby) até dezembro de 2014, é a associação de rugby union que administra, desenvolve e organiza este desporto no continente africano. É reconhecida como associação ligada à World Rugby, entidade que gerencia o esporte no mundo (sendo esta precedida pela IRB).
Atualmente, somam-se 37 países-membros a esta entidade desportiva existindo, entre eles, nações filiadas unicamente à ela (não se fazendo presentes nos rankings da World Rugby). O Grupo APO, empresa esta que faz consultoria de relacionamento com as mídias, é o principal parceiro oficial da Rugby Africa.

## História
Sua fundação original se deu em Túnis, capital tunisiana, no ano de 1986. Os membros fundadores da associação africana foram Costa do Marfim, Madagascar, Marrocos, Quênia, Senegal, Seychelles, Tanzânia e Tunísia. Inicialmente, a África do Sul não pôde filiar-se a esta entidade em razão de estar vivendo a política governamental do apartheid. Após uma reunião da entidade feita em 1992, na cidade marroquina de Casablanca, os sul-africanos adentraram à mesma (com base na fundação da SARFU, a União Sul-Africana de Rugby e Futebol).

### Carta Africana de Rugby
A Carta Africana de Rugby foi assinada em 2005, pelo então Presidente da entidade, Abdelaziz Bougja, e pelo Presidente da União Sul-Africana de Rúgbi (SARFU), Brian van Rooyen, na presença do ex-presidente sul-africano Nelson Mandela e do Ministro do Esportes da África do Sul, Makhenkesi Stofile. A mesma dizia:
Nós, neste abaixo assinado, confirmamos o nosso compromisso em concretizar o potencial do rugby africano...
QUE, neste dia, com a criação dos Leopardos Africanos, a União do Rugby na África desenvolverá os seus próprios heróis e heroínas;
QUE, o desenvolvimento do rugby nas nações de toda a África será assistido com recursos humanos e físicos adequados, para elevar o seu potencial de jogo em todos os níveis;
QUE, todos os meninos e meninas africanos poderão, em breve, ter a oportunidade de jogar o Rugby Football.
Assinado na cidade de Johannesburgo, África do Sul, em 23 de julho de 2005.

## Entidade

Logo da entidade, usado entre 2015 e 2017.

### Divisão administrativa
Atualmente, a Rugby Africa está assim definida em seu corpo administrativo:
- Presidente: Khaled Babbou (Tunísia).
- Vice-presidente: Andrew Owor (Uganda).
- Tesoureiro: Tano Elvis (Costa do Marfim).
- Secretário Geral: Jurie Roux (África do Sul).

### Torneios
Dentre as competições administradas pela Rugby Africa, são citadas:
- Copa da África: torneio dividido em divisões (definidas como Copa de Ouro, Copa de Prata, Copa de Bronze e Desafio Regional).
- Copa da África de sevens masculina: torneio anual com seleções masculinas na modalidade de rugby seven-a-side.
- Copa da África de sevens feminina: torneio anual com seleções femininas na modalidade de rugby seven-a-side.